# Pamětní medaile ČsOL
Pamětní medaile ČsOL je čestným oceněním Československé obce legionářské.

## Stanovy ocenění
Uděluje se členům ČsOL i jiným osobám, které se zasloužily o rozvoj a propagaci legionářských tradic.
Pamětní kříž má tři stupně. Nejvyšším stupněm je I. stupeň. První stupeň je ražen z kovu barvy zlata, druhý stupeň z kovu barvy stříbra a třetí stupeň z kovu barvy bronzu. Uděluje se za výrazný přínos pro ČsOL a za aktivní práci ve prospěch ČsOL.

### Stužky
Stužky jednotlivých stupňů se odlišují miniaturou odznaku ČsOL vyhotovenou z kovu v barvě příslušného stupně.